# Otto Magnus Wrangel
Otto Magnus Wrangel (af Adinal), född omkring 1670, död 4 juli 1708 (stupad i slaget vid Holowczyn), var en svensk friherre och militär.
Otto Magnus Wrangel var son till kapten friherre Reinhold Wrangel och Anna Margareta von Zöge. Han var ryttmästare vid estländska adelsfaneregementet och var 1700 i sachsisk tjänst, då han vid krigsutbrottet återkallades till Sverige och blev löjtnant i livdrabantkåren. Wrangel deltog i landstigningen vid Humlebæk, slaget vid Narva, övergången av Düna och slaget vid Kliszów. Han blev 1707 kaptenlöjtnant i livdrabantkåren och generalmajor och var 1707–1708 kårens sekundchef.